# Rage (Film)
Rage, im deutschen Raum auch als New York Fashion Murder vertrieben, ist ein Film der englischen Regisseurin Sally Potter, die auch das Drehbuch verfasst und die Kamera geführt hat. Der Film wurde am 8. Februar 2009 bei der 59. Berlinale uraufgeführt.

## Handlung
Über einen Zeitraum von sieben Tagen filmt ein junger Blogger, der sich Michelangelo nennt, 14 sehr verschiedene Charaktere in einem New Yorker Modehaus. Darunter sind der Modedesigner Merlin, das Model Lettuce Leaf, Minx (ein Supermodel), Edith Roth (die Geschäftsführerin und ehemalige Inhaberin des Modehauses), Tiny Diamonds (der Financier/Hauptanteilseigner des Modehauses), sein Leibwächter Jed, Anita de Los Angeles (eine Näherin), Dwight Angel (ein Angestellter des Modehauses), Bradley White (der Marketing-Berater), Vijay (ein Pizzabote), Frank (ein ehemaliger Kriegsfotograf), Mona Carvell (eine Kritikerin) und Otto (der PR-Chef des Modehauses). Gegenüber den Interviewpartnern stellt sich Michelangelo als Schüler vor, der die Aufnahmen für ein Projekt an seiner Schule benötigt.
Während der ersten Show, in der Merlins neue Kollektion gezeigt werden soll, kommt eines der Models ums Leben. Detective Homer nimmt die Ermittlungen auf. Er soll klären, ob es sich um einen Mordfall handelt. Während der Unfall von den meisten der interviewten Personen mit großer Besorgnis aufgenommen wird, sehen Tiny Diamonds und Otto darin bald eine Möglichkeit, der Show mehr Aufmerksamkeit zu verschaffen.
Die Aufführung soll unbedingt wiederholt werden. Es kommt aber zu weiteren Zwischenfällen, weshalb die Show mehrmals abgebrochen werden muss und bis zum Ende des Films insgesamt fünf Termine angesetzt wurden. Nicht zuletzt aufgrund des Bildmaterials, das Michelangelo auf seiner Internetseite veröffentlicht, kommt es zunehmend zu Protesten gegen die Modeshow und die damit einhergehende Öffentlichkeitsarbeit. Die letzte Vorführung endet in einem Desaster, bei dem die Protestierenden in das Gebäude eindringen und erneut Schüsse fallen.

## Kritiken
„Stars wie Jude Law, Steve Buscemi oder Judi Dench in einem Krimi über den Mord während einer Modenschau: Das klingt vielversprechend. Doch die Darsteller erzählen die Story direkt in die Kamera wie bei einem Interview. Das Experiment von Sally Potter („Orlando“) mag als hohe Filmkunst gelten, wirkt aber schnell nur noch ermüdend.“

## Produktion
Laut Sally Potter erhielten sämtliche Darsteller dasselbe (Mindest-)Honorar.

## Dreharbeiten
Die Einstellungen des Films zeigen über die volle Länge jeweils einen der Charaktere vor einem farbigen Hintergrund, der mit Hilfe der Bluescreen-Technik realisiert wurde. Sally Potter fasste erst im Laufe der Arbeiten am Drehbuch den Entschluss, nicht an unterschiedlichen Orten zu drehen, sondern immer am selben Ort mit der gleichen minimalistischen Studiokulisse zu filmen.

## Filmpremiere
Rage ist der erste Film, der weltweit auf Handys uraufgeführt wurde. Vom 21. September 2009 an wurde Rage in sieben Episoden an sieben aufeinanderfolgenden Tagen von Babelgum gezeigt. Ab dem 28. September 2009 wurde Rage in sieben Episoden online gratis zur Verfügung gestellt.